# Léon Vacher
Pour les articles homonymes, voir Vacher (homonymie).
Léon Vacher, né le 28 mars 1832 à Treignac (Corrèze) et mort le 15 juillet 1903 à Treignac, est un homme politique français.

## Biographie
Médecin à Paris en 1864, il exerce à Mont-Dore.
Il est un opposant à l'Empire, collaborant à plusieurs journaux.
Il est député de la Corrèze de 1876 à 1890 et de 1898 à 1902, inscrit au groupe de l'Union républicaine. Il milite en faveur de la nationalisation des chemins de fer et pour l'impôt progressif sur le revenu.

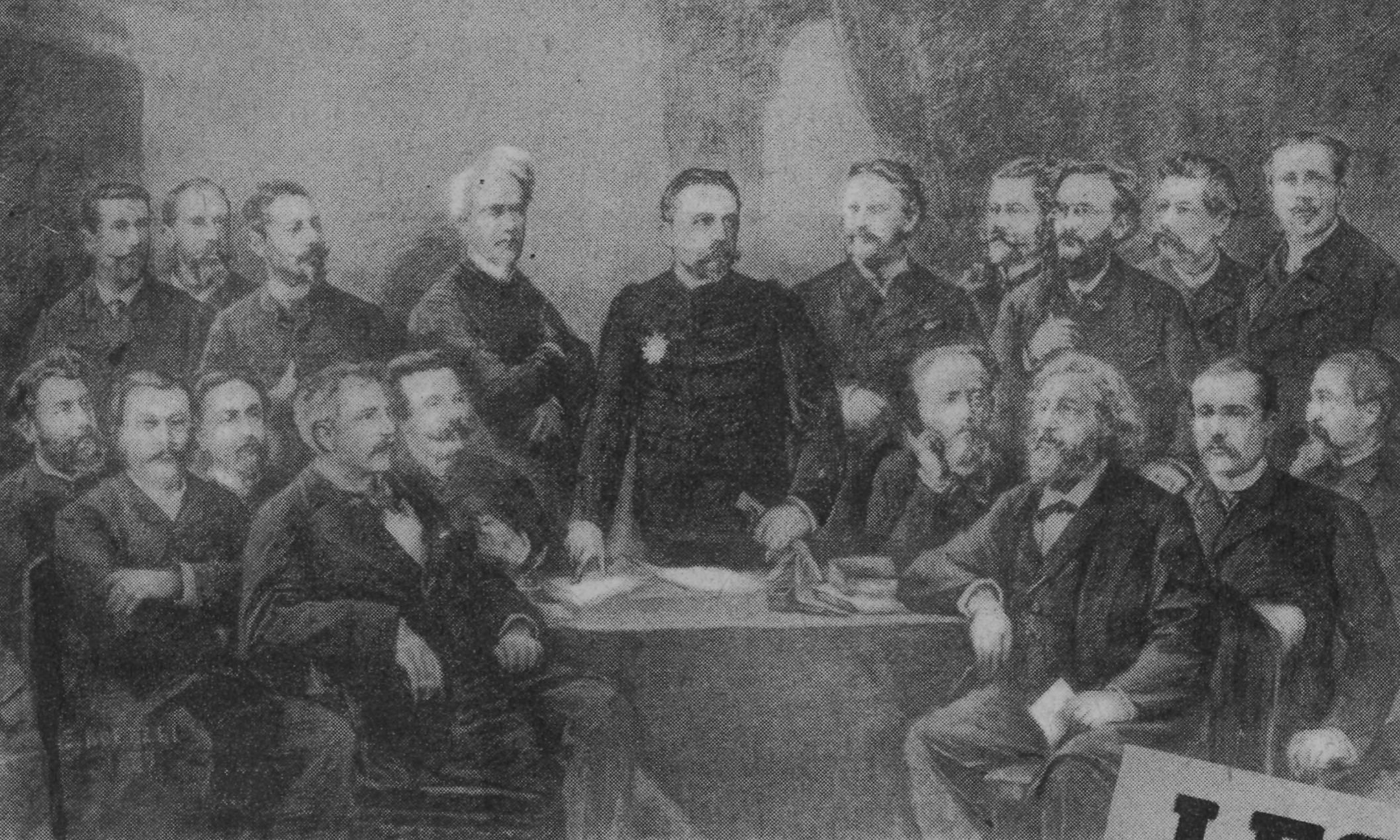
Le général Boulanger au milieu de ses principaux partisans. Léon Vacher est la troisième personne assise en partant de la gauche.

Il passe ensuite au boulangisme puis, lors de son dernier mandat, au groupe radical-socialiste. Il fut l'un des 363 qui refusent la confiance au gouvernement de Broglie, le 16 mai 1877.
De 1876 à sa mort en 1903, il est plusieurs fois maire de Treignac.
Dans son testament, il lègue 4 000 francs pour 200 livrets de caisse d'épargne pour les enfants de Treignac (20 francs par enfant), à la condition que M. Fleyssac ne siège plus au conseil d'administration de la ville.

## Sources
- « Léon Vacher », dans Adolphe Robert et Gaston Cougny, Dictionnaire des parlementaires français, Edgar Bourloton, 1889-1891 [détail de l’édition]
- « Léon Vacher », dans le Dictionnaire des parlementaires français (1889-1940), sous la direction de Jean Jolly, PUF, 1960 [détail de l’édition]